# Зеланд (Німеччина)
Зеланд (нім. Seeland) — місто в Німеччині, розташоване в землі Саксонія-Ангальт. Входить до складу району Зальцланд.
Площа — 78,79 км2. Населення становить 7681 ос. (станом на 31 грудня 2021).
До складу міста входять: Фрідріхсауе, Фрозе, Ґатерслебен, Гойм, Нахтерштедт і Шаделебен.

## Галерея

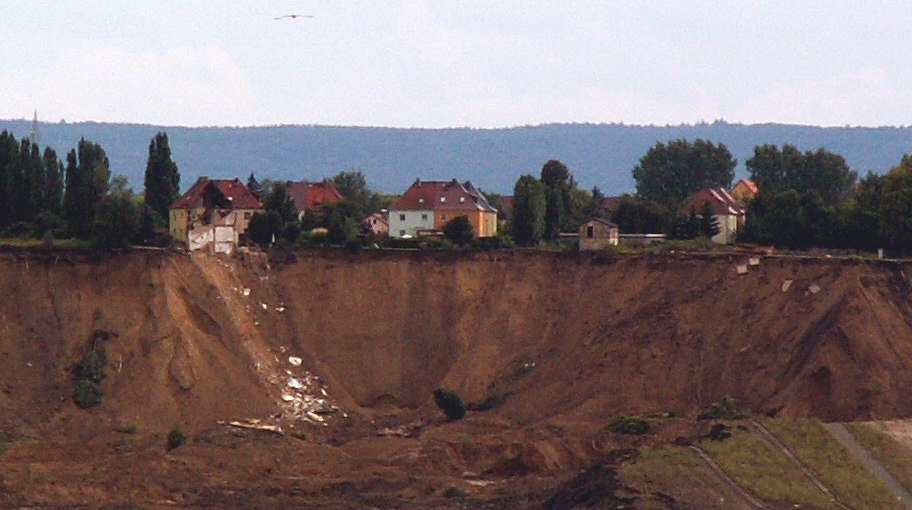